# Jan Dibbets
Jan Dibbets (9 de mayo de 1941, Weert), es un artista conceptual holandés.

## Historia
En 1994 la Asociación Arago le encargó la realización de un homenaje al astrónomo francés François Arago, conocido como Hommage à l'Arago. Dibbets dispuso 135 medallones de bronce en el suelo a lo largo del meridiano de París, entre los límites norte y sur de París.
Sus trabajos están incluidos en museos de todo el mundo, incluyendo el Museo Stedelijk de Ámsterdam, el Museo Solomon R. Guggenheim de Nueva York, la Galería De Pont en Tilburg, y el Museo Van Abbe en Eindhoven.

## Libro
- Domaine d'un rouge-gorge/Sculpture 1969, Robin Redbreast’s Territory/Sculpture 1969, Zédélé éditions, collection Reprint, 2014 [1970], ISBN 978-2-915859-45-4

## Lecturas complementarias
- Jeffery Kastner y Brian Wallis (editores): Land and Environmental Art. Phaidon Press, 1998. ISBN 0714845191
- Rudi Fuchs y Gloria Moure: Jan Dibbets, Interior Light. Nueva York: Rizzoli, 1991. ISBN 0847814297